# غوردون كارتون
غوردون كارتون هو سياسي كندي، ولد في 14 يوليو 1921 في تورونتو في كندا، وتوفي في 6 أبريل 2017. نشط حزبياً في حزب أونتاريو المحافظ التقدمي. وقد انتخب عضو برلمان مقاطعة أونتاريو ‏.